# Кабаєвське сільське поселення
Каба́євське сільське поселення (рос. Кабаевское сельское поселение) — муніципальне утворення у складі Дубьонського району Мордовії, Росія. Адміністративний центр — село Кабаєво.

## Населення
Населення — 749 осіб (2019, 1014 у 2010, 1267 у 2002).

## Склад
До складу поселення входять такі населені пункти:
| Населений пункт | Населення, осіб (2002) | Населення, осіб (2010) |
| --------------- | ---------------------- | ---------------------- |
| Кабаєво, село   | 794                    | 693                    |
| Сайніно, село   | 143                    | 97                     |
| Турдаково, село | 330                    | 224                    |